# Primena insulinske pumpe kod trudnica sa tipom 1 šećerne bolesti
 Primena insulinske pumpe kod trudnica sa tipom 1 šećerne bolesti predstavlja jedanu od savremenih metoda u lečenju trudnica koja značajno poboljšava sve parametre glikoregulacije, smanjuje potrebe za insulinom i pokazuje značajnu korelaciju između: mase ploda na rođenju, nivoa triglicerida, broja trudnoća i nivoa holesterola pre plasiranja insulinske pumpe.
Kako je prema St. Vincent deklaraciji, donetoj 1989. godine, između ostalog zauzet stav da ...ishod trudnoće kod žena sa dijabetesom treba da bude približan ishodu trudnoće kod ženakoje od njega ne boluju,...uvođenje insulinskih pumpi (skračeno SCII) u terapiju značajno je doprinelo realizavciji cilja zadatog u navedenoj deklaraciji.

## Epidemiologija
Šećerna bolest predstavlja značajan uzrok perinatalnog morbiditeta i mortaliteta Tip 1 dijabetesa, i komplikuje jednu od 300 trudnoća: Tokom. poslednjih 20 godina njegova incidencija je kod žena u generativnom periodu porasla za 50−70%.
Dokaz da se poboljšanjem glikoregulacije smanjuje mortalitet i morbiditet novorođenčadi pružila je i dobro poznata Studija kontrole dijabetesa i njegovih
komplikacija (енгл. Diabetes Control and Complication Research Trial − DCCT) u kojoj je prevalencija kongenitalnih malformacija iznosila 4,7%, za razliku od opšte populacije žena sa dijabetesom gde je prevalencija oko 10%. Velike kongenitalne malformacije su glavni uzrok perinatalnog mortaliteta i u trudnoći komplikovanoj dijabetesom se nalaze kod 6−12% novorođenčadi, dok se u opštoj populaciji javljaju kod 3% trudnoća. Fetalne malformacije i malformacije koje zahvataju više od jednog sistema organa su šest puta češće kod dece žena sa dijabetesom.
Mnogi autori istraživanja đećerne bolesti pokazali su da ukoliko je vrednost HbAlc ispod 8,5%, mogućnost za pojavu malformacija iznosi 3,4%, a ukoliko vrednost HbA1c prelazi 9,5% ova mogućnost raste na oko 22%.

## Etiopatogeneza šećerne bolesti u trudnoći
Mehanizmi kojima šećerna bolest dovodi do fetalnih anomalija i vaskularnih komplikacija kod majke (npr eklampsija) nisu dovoljno poznati. Kliničke manifestacije dijabetesa kod ploda mogu biti posledica:
- fetalne hiperglikemije,
- hiperlipidemije,
- hiperinsulinemije i
- disfunkcije endotela placente.[4]

Suboptimalne kontrola glikemije pre koncepcije i u prvim nedeljama trudnoće pokazale su udruženost sa većom učestalošću kongenitalnih malformacija i spontanim pobačajima   Smatra se da je nezadovoljavajuća glikoregulacija u fazi organogeneze (period od pete do osme nedelje posle poslednje menstruacije) glavni etiološki faktor za nastanak fetalnih malformacija.
Makrozomija je jedan od najčešćih neželjenih ishoda udruženih sa dijebetesom i trudnoćom i nalazi se kod 35– 70% novorođenčadi majki sa dijabetesom. Ekscesivan rast fetusa se odigrava rano u trudnoći i smatra se da stroga kontrola glikemije posle ovog perioda nema uticaja na težinu ploda na rođenju. Merenjem obima trbuha ploda u 18. nedelji može se otkriti da li će fetus biti makrozomičan.

## Terapija insulinskom pumpom (CSII)
Radi smanjenja učestalosti kako malformacija ploda, tako i spontanih pobačaja insistira se  na optimalnoj glikoregulaciji pre koncepcije i u ranom postkoncepcijskom periodu. Poslednjih godina se poseban značaj pridaje postprandijalnim skokovima glikemije, pri čemu se neki autori opredeljuju za kontrolu glikemije jedan, a drugi dva sata posle obroka.
Američka dijabetološka asocijacija (ADA) preporučuje da glikemija jedan sat posle obroka bude niža od 6,6 mmol/l, dok druge grupe preporučuju da glikemija jedan sat posle obroka treba da bude niža od 7,7 mmol/l, a dva sata posle obroka niža od 6,6 mmol/l.
Sistemom kontinuiranog praćenja nivoa glikoze u supkutanom intesticijskom tkivu (енгл. Continous glucosae monitoring system − CGMS MiniMed) dokazano je da najviša vrednost glikemije posle jela varirala od bolesnice do bolesnice i da se u ispitivanoj grupi javila oko 90. minuta, da je maksimum vrednosti glikemije bio u isto vreme posle doručka, ručka i večere, dok se hipoglikemija javljala oko 160 minuta posle obroka.
Dostupnost novih vrsta insulina, prenosnih insulinskih pumpi, kao i mogućnost učestale kontrole vrednosti glikemije doveli su do revolucionarnih pomaka u vođenju trudnoća komplikovanih šećernom bolešcu. 
Održavanje vrednosti glikemije majke unutar fizioloških vrednosti je važan cilj u vođenju trudnoće komplikovane šećernom bolešću. Za dostizanje ovog cilja većina lekara kliničara koristi često određivanje vrednosti glikemije iz kapilarne krvi, individualno prilagođenu dijetu i konvencionalnu intenziviranu insulinsku terapiju. 
Kontinuirana supkutana infuzija insulina, odnosno terapija samonosećom insulinskom pumpom, koristi se kao alternativa konvencionalnoj intenziviranoj
terapiji više od 20 godina. Samonoseća pumpa ubacuje brzodelujući insulin na način koji oponaša fiziološku sekreciju insulina, pri čemu se bazalna infuzija insulina kombinuje sa bolusima koji se daju pred obroke.

## Mogući rizici uSCII
Hipoglikemija
Postizanja striktne kontrole glikemije u trudnoći povećava rizik za nastajanje ozbiljnih hipoglikemija. Zato je neohodna individualziacija insulinske terapije, — preporučuje da glikemija preprandijalno bude u rasponu od 5,5 do 6,5 mmol/l.
Treba uzeti u obzir da u prvom trimestru posle kratkotrajnog povećanja potreba za insulinom na njegovom kraju dolazi do pada potrebe za oko 10%, što doprinosi čestoj pojavi ozbiljnih hipoglikemija krajem tog perioda.
Štetni uticaj hiperglikemije na tok i ishod trudnoće nedvosmisleno je dokazan, teratogeni uticaj hipoglikemije proučavani je na životinjskim modelima, ali jasna veza nije nađena.
Ketoacidoza

Za razliku od ranijih studija, gde je ketoacidoza bila češće komplikacija, sa razvojem novih insulinskih pumpi sa sistemom alarma, uz adekvatnan odabir i edukaciju bolesnika od strane lekara koji poseduje iskustvo u radu sa pumpama, mogućnost za razvoj ketoacidoze kod bolesnika na terapiji pumpom je istovetna kao i kod onih na konvencionalnoj intenziviranoj insulinskoj terapiji. U studiji koju je sproveo Klinički centar Srbije, Institut za endokrinologiju, dijabetes i bolesti metabolizma, 
...u grupi testiranih bolesnica verifikovane su dve ketoacidoze, za koje je dokazano da su obe nastale kao posledica infekcije (ista bolesnica) i pet ketoza nastalih kao posledica prekida isporuke insulina (ispadanje i zapušenje igle i/ili katetera).

## Prognoza
Dobra prekoncepcijska glikoregulacija je značajan prognostički faktor ishoda i kvaliteta trudnoće. Značajno poboljšanje parametara glikoregulacije terapijom u CSII režimu doprinosi zadovoljavajućem ishodu i kvalitetu trudnoća.